# Z-score (financieel)
De Z-score van een onderneming, opgesteld door Edward I. Altman, is een indicatie of een onderneming in financiële problemen zal gaan geraken. Voor een belegger die overweegt in een onderneming te beleggen, is het uiteraard zeer interessant te weten of die onderneming (op termijn) failliet zal gaan. De Z-score is een lineaire combinatie van vijf gebruikelijke kengetallen in de financiële economie. Elk van deze ratio's wordt van een gewichtsfactor voorzien, en opgeteld tot een totaal. Hoe hoger de totale score is, hoe kleiner de kans dat een onderneming in financiële moeilijkheden zal komen.
Altman ontwikkelde de formule in 1968. In deze periode werd het economisch landschap gedomineerd door industriële bedrijven, maar de Z-score blijkt ook goed te werken voor de dienstensector. Een score van 1,8 of minder wijst op een naderend faillissement, terwijl een score van 3 of meer op een gezonde onderneming duidt.
Altman bepaalde de Z-score met behulp van discriminantanalyse aan de hand van een steekproef van 33 solvente en 33 insolvente ondernemingen. Dat leidde tot de volgende formule voor de Z-score:
{\displaystyle Z=1{,}2X_{1}+1{,}4X_{2}+3{,}3X_{3}+0{,}6X_{4}+0{,}999X_{5}}
Daarin is:
{\displaystyle X_{1}} de verhouding tussen werkkapitaal en activa
{\displaystyle X_{2}} de verhouding tussen winst en activa
{\displaystyle X_{3}} de verhouding tussen het resultaat voor interesten en belasting en activa
{\displaystyle X_{4}} de verhouding tussen marktwaarde aandelen en boekwaarde schuld
{\displaystyle X_{5}} de verhouding tussen omzet en activa